# Vickers F.B.12
El Vickers F.B.12 fue un avión de caza biplano propulsor desarrollado durante la Primera Guerra Mundial por Vickers Limited. El fracaso del motor para el que fue diseñado y la obsolescencia de la configuración propulsora hicieron que sólo acabara siendo un modelo experimental.

## Diseño y desarrollo

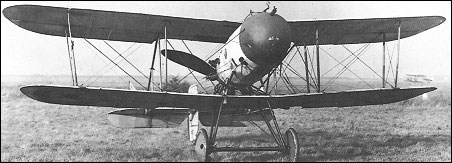
Vista frontal.

Al comienzo de la Primera Guerra Mundial, Vickers se asoció con la Hart Engine Company para desarrollar un motor radial de nueve cilindros de 110 kW (150 hp) diseñado por Hart. Este motor fue planeado para propulsar una serie de nuevos diseños de Vickers, el primero de los cuales fue un pequeño caza biplano propulsor monomotor, el F.B.12.
El F.B.12 compartía el obsoleto diseño propulsor del DH.2 y del F.E.8, aunque la góndola elevada mejoraba enormemente la vista trasera desde la cabina. Las alas eran de madera y tela, con puntas redondeadas. La góndola circular tenía una estructura en tubos de acero, con el motor directamente detrás de la cabina, moviendo una hélice de madera. La cola estaba al final de una estructura de botalones de acero. Una ametralladora de 7,7 mm estaba situada en el interior de la parte delantera de la góndola, de modo que sólo sobresalía el cañón.
El primer F.B.12 voló en junio de 1916, propulsado por un motor rotativo Le Rhône de 60 kW (80 hp), ya que el Hart aún no estaba disponible. Con este motor, resultó falto de potencia y fue reequipado con un motor Gnome Monosoupape de 75 kW (100 hp). Más tarde fue reconstruido con una envergadura y superficie de alas mayores, convirtiéndose en el F.B.12A. En diciembre de 1916 fue enviado a Francia para realizar pruebas operativas, donde fue considerado tan bueno como el DH.2 y el F.E.8, una recomendación bastante ambigua, ya que ambos modelos estaban ya muy superados por los últimos cazas alemanes, los Albatros D.I y D.II.
El F.B.12B era similar al F.B.12A, pero estaba equipado con el motor Hart originalmente previsto, y voló a principios de 1917. Mientras tanto, en noviembre de 1916, el Ministerio de Guerra realizó un pedido de 50 aviones con motor Hart, designados F.B.12C para el RFC. El F.B.12B se estrelló durante unas pruebas a principios de 1917, lo que llevó a Vickers a abandonar el Hart. Sólo se construyeron 18 unidades del pedido, equipadas con varios motores diferentes, incluido un Le Rhône de 80 kW (110 hp) y un radial Anzani de 75 kW (100 hp). Probado entre mayo y julio de 1917, sólo se entregó un F.B.12C a una unidad de Defensa Nacional.
El F.B.12D fue la variante final, sólo se produjo un prototipo con un motor más grande Le Rhône de 80 kW (110 hp).

## Galería

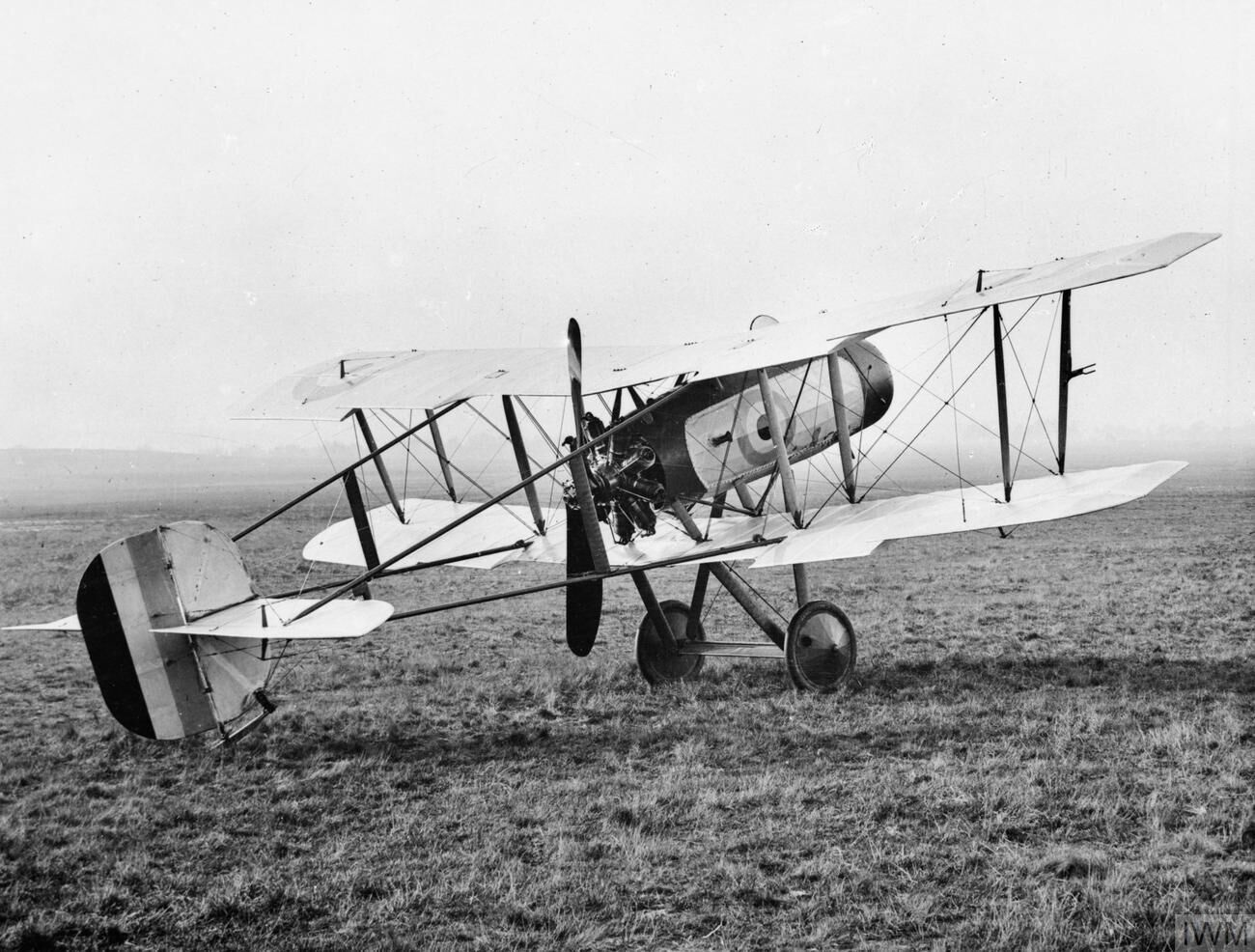
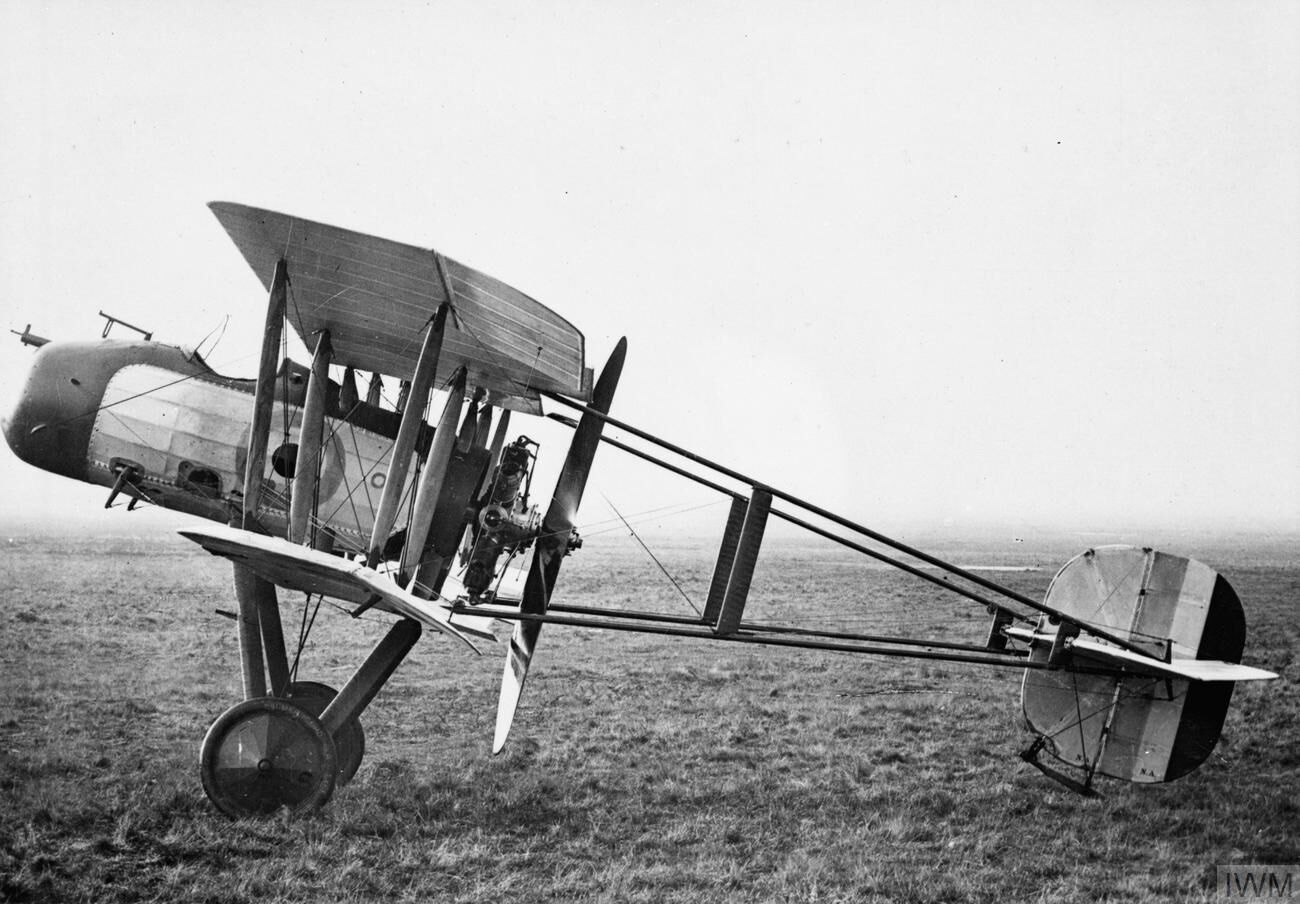

## Variantes
F.B.12
Motor rotativo Le Rhône de 60 kW (80 hp).
F.B.12A
Motor Gnome Monosoupape de 75 kW (100 hp).
F.B.12B
Motor radial Hart de 110 kW (150 hp).
F.B.12C
Góndola de lados planos, empenaje y timón más grandes. 18 aviones de producción construidos.
F.B.12D
Motor Le Rhône de 80 kW (110 hp) o Gnome Monosoupape de 75 kW (100 hp).

## Operadores
Reino Unido
- Real Cuerpo Aéreo

## Especificaciones (F.B.12)
Referencia datos: War Planes of the First World War: Volume Three

### Características generales
- Tripulación: Uno (piloto)
- Longitud: 6,6 m (21,5 ft)
- Envergadura: 7,9 m (26 ft) (superior); 7,32 m (inferior)
- Altura: 2,6 m (8,7 ft)
- Superficie alar: 19 m² (204,5 ft²)
- Peso vacío: 383 kg (844,1 lb)
- Peso cargado: 578 kg (1273,9 lb)
- Planta motriz: 1× motor rotativo de 9 cilindros refrigerado por aire Gnome Monosoupape.
  - Potencia: 75 kW (103 HP; 102 CV)
- Hélices: Bipala de paso fijo

### Rendimiento
- Velocidad máxima operativa (Vno): 138 km/h (86 MPH; 75 kt) a 2000 m (6500 pies)
- Alcance: 3 h
- Techo de vuelo: 3500 m (11 483 ft)
- Tiempo a altitud: 27 min para 3000 m (10 000 pies)

### Armamento
- Ametralladoras: 

  - 1x Lewis de 7,7 mm frontal fija

## Aeronaves relacionadas

### Desarrollos relacionados
- Airco DH.2
- Royal Aircraft Factory F.E.8

### Secuencias de designación
- Secuencia E.F.B./F.B._ (interna de Vickers): ← E.F.B.8 - F.B.9 - F.B.11 - F.B.12 - F.B.14 - F.B.16 - F.B.19 →